# The Everlasting Triangle
The Everlasting Triangle è un cortometraggio muto del 1914 diretto da John H. Collins e Charles M. Seay.

## Produzione
Il film fu prodotto dalla Edison Manufacturing Company.

## Distribuzione
Distribuito dalla General Film Company, il film - un cortometraggio in una bobina - uscì nelle sale cinematografiche degli Stati Uniti il 14 novembre 1914.